# Пилетт, Андре
Андре́ Пиле́тт (фр. André Pilette; 6 октября 1918, Париж — 27 декабря 1993, Эттербек, Бельгия) — бельгийский пилот автогоночной серии Формула-1. Участвовал в четырнадцати Гран-при Чемпионата мира по Формуле-1 (дебютировав 17 июня 1951 года на Гран-при Бельгии). За время карьеры набрал 2 очка.

## Карьера
Сын одного из пионеров автогонок Теодора Пилетта, участника гонки 500 миль Индианаполиса 1913 года. Несмотря на то, что его отец погиб в 1921 году в автомобильной аварии, Андре вдохновляли рассказы о подвигах Теодора, в результате чего он пошёл по его стопам. После окончания Второй мировой войны некоторое время принимал участие в разнообразных гонках в Европе, а в начале 50-х годов присоединился к команде Формулы-1 Ecurie Belgique, где управлял автомобилем Talbot-Lago в сезоне 1951 года. На Гран-при Бельгии 1951 года занимает 6 место, что является наивысшим достижением для команды. Во время проведения внезачётного Гран-при Нидерландов попал в сильную аварию. После этого в составе Ecurie Belge Джонни Клэза участвовал в Гран-при Бельгии 1953 года, а в 1954 вошёл в состав команды Gordini. Участвовал в трех Гран-при, входящих в Чемпионат мира, и большом количестве внезачетных Гран-при. Наивысшее достижение — второе место в гонках в Шиме и Кадуре. В 1956 году попал в аварию на Гран-при Германии, после которой не мог участвовать в гонках на протяжении двух лет. Возвращение в Формулу-1 в 1961 году обернулось полным провалом. За три сезона (1961, 1963, 1964) Пилетт смог принять участие лишь в одной гонке.
После завершения карьеры открыл гоночную школу в Золдере. Умер 27 декабря 1993 года.

## Результаты в Формуле-1
| Легенда к таблице |                                                                    |
| --- | ------------------------------------------------------------------ |
| В таблице перечислены результаты всех Гран-при Формулы-1, в которых принимал участие гонщик. Строками таблицы являются сезоны, столбцами — этапы чемпионата мира. В каждой клетке указаны сокращённое название этапа и результат, дополнительно обозначенный цветом. Расшифровка обозначений и цветов представлена в нижеследующей таблице. |                                                                    |
| \| Пример \| Описание \| \| ------------ \| ------------------------------------------------------------------ \| \| 1 \| Победитель \| \| 2 \| Второе место \| \| 3 \| Третье место \| \| 5 \| Финишировал, заработав очки \| \| Сход \| Не финишировал, но при этом заработал очки \| \| 12 \| Финишировал, не получив очков \| \| НКЛ \| Финишировал, но не попал в финальную классификацию \| \| 15 \| Участвовал вне зачёта, либо по отдельной классификации \| \| 18 \| Не финишировал, но попал в финальную классификацию \| \| Сход \| Не финишировал \| \| НКВ \| Не прошёл квалификацию \| \| НПКВ \| Не прошёл предквалификацию \| \| ДСК \| Дисквалифицирован \| \| ИСК \| Исключён из протокола соревнований \| \| ТТ \| Заявлен для участия только в тренировках \| \| НС \| Участвовал в квалификации, но не стартовал в гонке \| \| Т \| Травмирован или болен \| \| ОТК \| Отказ от участия \| \| НТР \| Прибыл на соревнования, но на трассу не выезжал \| \| НПР \| Был заявлен в числе участников, но не прибыл к началу соревнований \| \| О \| Соревнования отменены \| \| \| Не участвовал \| \| Поул-позиция \| \| \| Быстрый круг \| \| |                                                                    |
| Пример | Описание                                                           |
| 1 | Победитель                                                         |
| 2 | Второе место                                                       |
| 3 | Третье место                                                       |
| 5 | Финишировал, заработав очки                                        |
| Сход | Не финишировал, но при этом заработал очки                         |
| 12 | Финишировал, не получив очков                                      |
| НКЛ | Финишировал, но не попал в финальную классификацию                 |
| 15 | Участвовал вне зачёта, либо по отдельной классификации             |
| 18 | Не финишировал, но попал в финальную классификацию                 |
| Сход | Не финишировал                                                     |
| НКВ | Не прошёл квалификацию                                             |
| НПКВ | Не прошёл предквалификацию                                         |
| ДСК | Дисквалифицирован                                                  |
| ИСК | Исключён из протокола соревнований                                 |
| ТТ | Заявлен для участия только в тренировках                           |
| НС | Участвовал в квалификации, но не стартовал в гонке                 |
| Т | Травмирован или болен                                              |
| ОТК | Отказ от участия                                                   |
| НТР | Прибыл на соревнования, но на трассу не выезжал                    |
| НПР | Был заявлен в числе участников, но не прибыл к началу соревнований |
| О | Соревнования отменены                                              |
| | Не участвовал                                                      |
| Поул-позиция |                                                                    |
| Быстрый круг |                                                                    |

| Сезон | Команда               | Шасси              | Двигатель                   | Ш | 1   | 2     | 3        | 4      | 5      | 6        | 7       | 8   | 9   | 10  | Место | Очки |
| ----- | --------------------- | ------------------ | --------------------------- | - | --- | ----- | -------- | ------ | ------ | -------- | ------- | --- | --- | --- | ----- | ---- |
| 1951  | Ecurie Belgique       | Talbot-Lago T26C   | Talbot 4,5 L6               | D | ШВА | 500   | БЕЛ 6    | ФРА    | ВЕЛ    | ГЕР      | ИТА     | ИСП |     |     | —     | 0    |
| 1953  | Ecurie Belge          | Connaught Type A   | Lea-Francis 2,0 L4          | Е | АРГ | 500   | НИД      | БЕЛ 11 | ФРА    | ВЕЛ      | ГЕР     | ШВА | ИТА |     | —     | 0    |
| 1954  | Equipe Gordini        | Gordini Type 16    | Gordini 2,5 L6              | Е | АРГ | 500   | БЕЛ 5    | ФРА    | ВЕЛ 9  | ГЕР Сход | ШВА     | ИТА | ИСП |     | 19    | 2    |
| 1956  | Equipe Gordini        | Gordini Type 32    | Gordini 2,5 L8              | D | АРГ | МОН 6 | 500      |        |        |          | ГЕР НС  | ИТА |     |     | —     | 0    |
| 1956  | Equipe Gordini        | Gordini Type 16    | Gordini 2,5 L6              | D |     |       |          |        | ФРА 11 |          |         |     |     |     | —     | 0    |
| 1956  | Scuderia Ferrari      | Lancia Ferrari D50 | Lancia Ferrari DS50 2,5 V8  | P |     |       |          | БЕЛ 6  |        |          |         |     |     |     | —     | 0    |
| 1961  | André Pilette         | Emeryson P         | Coventry-Climax FPF 1,5 L4  | D | МОН | НИД   | БЕЛ      | ФРА    | ВЕЛ    | ГЕР      | ИТА НКВ | США |     |     | —     | 0    |
| 1963  | Tim Parnell           | Lotus 18/21        | Coventry-Climax FPF 1,5 L4  | D | МОН | БЕЛ   | НИД      | ФРА    | ВЕЛ    | ГЕР НКВ  |         |     |     |     | —     | 0    |
| 1963  | André Pilette         | Lotus 18/21        | Coventry-Climax FPF 1,5 L4  | D |     |       |          |        |        |          | ИТА НКВ | США | МЕК | ЮАР | —     | 0    |
| 1964  | Equipe Scirocco Belge | Scirocco 02        | Coventry-Climax FWMV 1,5 V8 | D | МОН | НИД   | БЕЛ Сход | ФРА    | ВЕЛ    | ГЕР НКВ  | АВТ     | ИТА | США | МЕК | —     | 0    |